# Fès-Saïss flygplats
Fès-Saïss flygplats (arabiska: مطار فاس سايس الدولي) är en flygplats i Marocko.   Den ligger i prefekturen Fès och regionen Fès-Meknès, i den nordöstra delen av landet, 170 km öster om huvudstaden Rabat. Fès-Saïss flygplats ligger 579 meter över havet.